# Richard Houston (konstnär)
Richard Houston född omkring 1721 i Dublin, död 4 augusti 1775 i London, var en irländsk mezzotint-kopparstickare.
Han blev elev till gravören John Brooks, som också var lärare åt James McArdell och Charles Spooner. När Brooks flyttade i London 1746 följde Houston honom dit, där han gjorde en rad  mezzotint-gravyrer med titeln ”Nära Drummond’s vid Charing Cross”. 1751 utförde han ett porträtt i mezzotint av Sir John Vandeput. Han utförde likaså en rad porträttserier i samma teknik, bl.a. av statsmän, liksom reproduktioner av Rembrandt. Richard Rolts bok The Lives of the Principal Reformers, both Englishmen and Foreigners Comprehending the General History of the Reformation, publicerad 1759 (facsimil 1997), illustrerades med ett tjugotal porträtt av reformationsledare, i boken anmärks att de är "elegant gjorda i mezzotinto av Mr Houston".
Hans arbete under denna period visar stor talang och en förståelse av mezzotint-konstens möjligheter.  Efter ett vidlyftigt liv kom han dock I ekonomiskt beråd och tvangs ge upp som självständig konstnär och tog anställning som konstförsäljare. Hans egna tavlor ansågs hålla hög kvalitet med stor teknisk skicklighet.
Chaloner Smiths omfattande katalog British mezzotinto portraits being a descriptive catalogue of these engravings from the introduction of the art to the early part of the present century arranged according to the engravers, […] with Biographical Notes (London, 1878–84) har registrerat etthundratjugofem mezzotitgravyrer av honom.